# Équipe de république démocratique du Congo des moins de 17 ans de football
Cet article traite de l'équipe masculine. Pour l'équipe féminine, voir Équipe de république démocratique du Congo féminine des moins de 17 ans de football.
Maillots
L'équipe de république démocratique du Congo des moins de 17 ans est une sélection de joueurs de moins de 17 ans au début des deux années de compétition placée sous la responsabilité de la Fédération de république démocratique du Congo de football.

## Parcours en Coupe d'Afrique des nations des moins de 17 ans
- 1995 : Non qualifiée
- 1997 : Non inscrit
- 1999 : Non inscrit
- 2001 : Non inscrit
- 2003 : Non inscrit
- 2005 : Non qualifiée
- 2007 : Non qualifiée
- 2009 : Non qualifiée
- 2011 : Non qualifiée
- 2013 : Non qualifiée
- 2015 : Non qualifiée
- 2017 : Non qualifiée
- 2019 : Non qualifiée
- 2023 : Non inscrit

## Parcours en Coupe du monde des moins de 17 ans
| - 1985 : Non qualifiée - 1987 : Non qualifiée - 1989 : Non qualifiée - 1991 : Non qualifiée - 1993 : Non qualifiée - 1995 : Non qualifiée - 1997 : Non qualifiée - 1999 : Non qualifiée - 2001 : Non qualifiée - 2003 : Non qualifiée |  | - 2005 : Non qualifiée - 2007 : Non qualifiée - 2009 : Non qualifiée - 2011 : Non qualifiée - 2013 : Non qualifiée - 2015 : Non qualifiée - 2017 : Non qualifiée - 2019 : Non qualifiée - 2023 : Non qualifiée |

## Selection actuel
| #          | Nom                       | Club                          |
| Gardiens   | Gardiens                  | Gardiens                      |
| ---------- | ------------------------- | ----------------------------- |
| 23         | Katumbay Luboya           | CS Don Bosco                  |
| 16         | Yemba Osamba              | AC Ujana                      |
| 1          | Akoma Membo               | CEFORBEL                      |
|            | Mayaniana                 | CF Ciamala                    |
| Défenseurs |                           |                               |
| 12         | Bulu Mayanina             | CS Don Bosco                  |
| 5          | Longomo Bedo              | CS Don Bosco                  |
| 2          | Kasembe Mananashi         | CEFORBEL                      |
| 15         | David Beya                | AC Ujana                      |
| 3          | Mambungu Tete             | FC Papa Honoré                |
| 6          | Kayembe Mbiya             | CS Don Bosco                  |
| 24         | Kafwa Bobato              | CEFORBEL                      |
| 13         | Bongole Lomanga           | CS Don Bosco                  |
|            | Yumba Mukalayi            | FC Papa Honoré                |
|            | Heppy Balasomi            | CF Don RVA                    |
| Milieux    |                           |                               |
| 8          | Mashara Buaka             | AC Ujana                      |
| 19         | Anzuluni Kole             | CS Don Bosco                  |
| 4          | Okito Oloko               | CS Don Bosco                  |
| 10         | Landu Malongo             | CF Don RVA                    |
| 14         | Pululu Ndongala           | AC Ujana                      |
| 24         | Mutombo Mpangu            | CF Ciamala                    |
| 18         | Ndongisila Ngumbu         | CF Don RVA                    |
|            | Franck Manza              | CEFORBEL                      |
| Attaquants |                           |                               |
| 9          | Nestor Mayala             | CS Don Bosco                  |
| 16         | Henock Mushanay           | CS Don Bosco                  |
| 11         | Lumbu Dila                | CEFORBEL                      |
| 7          | Kabala Madiomo            | CS Don Bosco                  |
| 19         | Bongeli Beenga            | CEFORBEL                      |
| 20         | Ntumba Mpenzi             | AC Ujana                      |
| 21         | Mbula Ngwabana            | CF Don RVA                    |
|            | Asukidi Mayindu           | FC Papa Honoré                |
|            | Grâce Katete              | AC Ujana                      |
|            | Lundula Onyemba           | AC Ujana                      |
| Entraîneur |                           |                               |
|            | Etienne Dianda            |                               |
|            | Tshiolola Tshinyama       | Adjoint                       |
|            | Freddy Mbuli Atunga       | Préparateur Physique          |
|            | Ngalamulume Ntumba        | Entraîneur des Gardiens       |
|            | Gladys Bokese             | Team Manager                  |
|            | Alain Ntumba Kalukende    | Secrétaire                    |
|            | Matthieu Matusimua        | Médecin                       |
|            | Julio Ossango Nongha Zey  | Médecin Covid et Paraclinique |
|            | Hussein Fusu              | Kinésithérapeute 1            |
|            | Guylain Mukendi Tshiamala | Kinésithérapeute 2            |
|            | Angengwa Agbeme           | Officier Média                |
|            | Lady Mbembi Landu         | Kitman 1                      |
|            | Hervé Zasukidi            | Kitman 2                      |
|            | Bedi Mbenza               | Discipline                    |
|            | Kapena Tshinyama Katshi   | Sécurité                      |

## Sélectionneurs
- 2008 :  Zangilo Tshinabu[1]
- 2014 :  Mankour Boualem
- 2015 :  Eric Tshibasu[2]
- 2022 :  Etienne Dianda